# Nokia Asha
Nokia Asha byla řada low-endových smartphonů, které vyráběla společnost Nokia. Odkoupením části společnosti Nokia (Nokia Devices & Services) společností Microsoft byla tato řada definitivně ukončena ze strany Microsoftu (a tím pádem celé rodiny). Microsoft se chtěl převážně (jen a pouze) zaměřit na svoji řadu Lumia s operačním systémem Windows Phone. Tím pádem ukončil další vývoj dalších Nokia řad (Asha, X a klasických „hloupých“ telefonů).

## Telefony Asha

### Asha 202
Asha 202 se vyrábí v černé, bílé a růžové barvě. Velikost displeje zůstala na 2,4" s rozlišením 320×240. Fotoaparát disponuje 2 MPx fotoaparátem. Kapacita baterie je 1 020 mAh. Telefon má klasickou klávesnici. Tento telefon podporuje DUAL SIM.

### Asha 205
Asha 205 se vyrábí v černé a v kombinacích šedé a bílé, růžové a fialové, oranžové a bílé, černé a modré. Velikost displeje je 2,4" s rozlišením 320×240 pixelů. Velikost snímače hlavního fotoaparátu je 0,3 MPx. Kapacita baterie je 1 020 mAh. Telefon má klasickou klávesnici.

### Asha 205 DUAL SIM
Asha 205 DUAL SIM je naprosto stejná jako Asha 205, liší se jen dvěma sloty pro SIM kartu.

### Asha 203
Asha 203 se vyrábí v růžové, černé a bílé barvě. Displej o velikosti 2,4" má rozlišení 320×240 pixelů. Fotoaparát disponuje 2 MPx. Kapacita baterie je 1 020 mAh. Telefon vlastní klasickou klávesnici.

### Asha 210
Asha 210 se vyrábí ve žluté, černé, modré, bílé a růžové barvě. Velikost displeje zůstala na 2,4" s rozlišením 320×240 pixelů. Telefon disponuje 2 MPx fotoaparátem. Kapacita baterie zůstala na 1 200 mAh. Telefon má klasickou klávesnici.

### Asha 210 DUAL SIM
Asha 210 DUAL SIM je naprosto stejná jako Asha 210, liší se jen dvěma sloty pro SIM kartu.

### Asha 230
Asha 230 se vyrábí v černé, bílé, červené, žluté, zelené a modré barvě. Displej o velikosti 2,8" má rozlišení 320×240 pixelů. V telefonu se nachází 1,3 MPx fotoaparát. Kapacita baterie obsahuje 1 020 mAh. Telefon nemá klasickou klávesnici, má dotykovou obrazovku.

### Asha 230 DUAL SIM
Asha 230 DUAL SIM je naprosto stejná jako Asha 230, liší se jen dvěma sloty pro SIM kartu.

### Asha 302
Asha 302 se vyrábí v šedé, bílé a hnědé barvě. Velikost displeje zůstala na 2,4", který má rozlišení 320×240 pixelů. Fotoaparát v telefonu má 3,2 MPx snímač. Kapacita baterie dosahuje 1 430 mAh. Telefon má klasickou klávesnici.

### Asha 305
Asha 305 se vyrábí v šedé, červené, modré a bílé barvě. Dotykový displej o velikost 3" má rozlišení 400×240 pixelů. Fotoaparát v telefonu má 2 MPx snímač. Kapacita baterie dosahuje 1 110 mAh. Telefon nemá klasickou klávesnici. Tento telefon podporuje DUAL SIM.

### Asha 306
Asha 306 se vyrábí v šedé, růžové, modré a bílé. Velikost displeje zůstala na 3" s rozlišením 400×240 pixelů. Velikost hlavního snímače dosahuje 2 MPx. Kapacita baterie dosahuje 1 110 mAh. Telefon nemá klasickou klávesnici.

### Asha 308
Asha 308 se vyrábí v černé a béžové barvě. Displej s rozlišením 400×240 pixelů má velikost 3". Fotoaparát v telefonu má 2 MPx snímač. Kapacita baterie dosahuje 1 110 mAh. Telefon nemá klasickou klávesnici. Název telefonu nenapovídá vlastnosti dvou SIM karet (DUAL SIM), ale tento telefon tuto vlastnost přesto má.

### Asha 309
Asha 309 se vyrábí v černé a bílé. Velikost displeje zůstala na 3", který má rozlišení 400×240 pixelů. Velikost snímače v telefonu jsou 2 MPx Kapacita baterie dosahuje 1 110 mAh. Telefon má klasickou klávesnici. I přesto, že v názvu telefonu není DUAL SIM, tento model disponuje dvěma sloty pro SIM karty.

### Asha 311
Asha 311 se vyrábí v modré, hnědé, šedé, růžové a bílé barvě. Velikost displeje jsou 3" s rozlišením 400×240 pixelů. Fotoaparát v telefonu má 3,2 MPx snímač. Kapacita baterie dosahuje 1 110 mAh. Telefon nemá klasickou klávesnici.

### Asha 501
Asha 501 se vyrábí v červené, modré, černé, žluté, bílé, zelené barvě. Telefon disponuje 3" displejem s rozlišením 320×240 pixelů. V telefonu se nachází 3,2 MPx fotoaparát. Kapacita baterie obsahuje 1 200 mAh. Telefon nemá klasickou klávesnici.

### Asha 501 DUAL SIM
Asha 501 DUAL SIM je naprosto stejná jako Asha 501, liší se jen dvěma sloty pro SIM kartu.

### Asha 503
Asha 503 se vyrábí ve žluté, černé, zelené, červené, modré a bílé barvě. V telefonu je 3" displej s rozlišením 320×240 pixelů. Fotoaparát telefon disponuje 5 MPx. Kapacita baterie opět zůstala na 1 200 mAh. Telefon také nemá klasickou klávesnici.